# Gastronomía de Sichuan

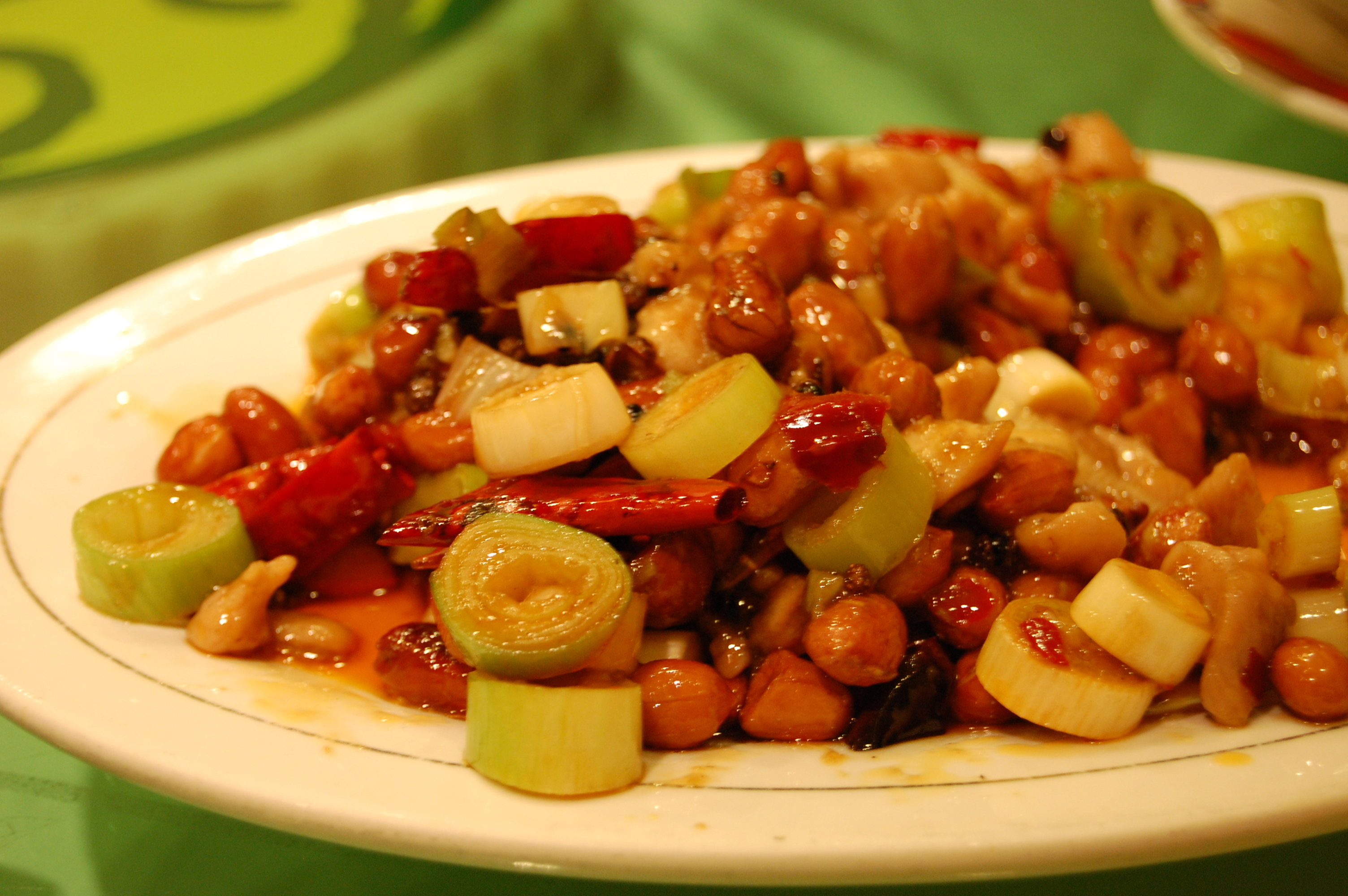
Pollo Kung Pao, el plato más característico de la cocina de Sichuan.

La gastronomía de Sichuan (en chino tradicional y simplificado, 四川菜 o 川菜) es uno de los estilos regionales de la cocina china originaria de provincia de Sichuan ubicada al suroeste de China que ha logrado reputación internacional debido a su característica picante (麻辣), quizás debido a su ingrediente más famoso: la pimienta de Sichuan (花椒).
El nombre de la región es una romanización que se ha denominado Sichuan, a pesar de ello la cocina se pronuncia como Szechuan en el oeste. Los cuatro estilos en los que se divide se separan por su localización: Chengdu, Chongqing, the Gran Río (Yangtze), y el río Jialing.
La UNESCO declaró a Chengdu, la capital de la provincia de Sichuan, como una ciudad de la gastronomía en 2011 para reconocer la sofisticación de su cocina.

## Ingrediente
El ingrediente común en la cocina de Sichuan es la pimienta de Sichuan, denominada también fagara. Se trata de una planta indígena cuyos frutos despiden una fragancia, aroma, que recuerda a las frutas cítricas. Es muy común también el chilli, el jengibre y algunas hierbas locales. El énfasis en estas especias se debe al carácter caliente y húmedo de la zona que necesita de formas sofisticadas de preservación de los alimentos que incluyen los encurtidos, salazón, el secado de alimentos y el ahumado. Es muy conocida la pasta de chili (豆瓣酱) o dòubànjiàng.

## Platos representativos
Algunos de los platos conocidos de la cocina de Szechuan incluyen el pollo Kung Pao y el cerdo dos veces cocinado. No obstante, a pesar de ello otros platos no tienen la reputación de ser muy especiados, o casi no tienen especia alguna como el pato al té ahumado. 
- Mapo tofu (en chino, 麻婆豆腐; pinyin, mápó dòufǔ)
- Pollo Kung Pao (en chino tradicional, 宮保雞丁; en chino simplificado, 宫保鸡丁; pinyin, gōngbǎo jīdīng)
- Pato al té ahumado (en chino tradicional, 樟茶鴨; en chino simplificado, 樟茶鸭; pinyin, zhāngchá yā)
- Cerdo dos veces cocinado (en chino tradicional, 回鍋肉; en chino simplificado, 回锅肉; pinyin, huíguōròu)
- Sichuan hotpot (en chino tradicional, 四川火鍋; en chino simplificado, 四川火锅; pinyin, Sìchuān huǒguō)
- Fuqi feipian (en chino, 夫妻肺片; pinyin, fūqī fèipiàn)
- Pollo picante de Chongqing (en chino tradicional, 重庆辣子雞; en chino simplificado, 重庆辣子鸡; pinyin, Chóngqìng làzǐjī)
- "Cocidos al agua", o Platos Shuizhu (en chino, 水煮; pinyin, shuǐzhǔ)
- Fideos dan dan
- Pollo Bon bon